# Stara Górka
Stara Górka – wieś w Polsce, położona w województwie wielkopolskim, w powiecie poznańskim, w gminie Pobiedziska. Należy do sołectwa Promno.
W latach 1975–1998 miejscowość administracyjnie należała do województwa poznańskiego.
Stara Górka leży przy południowej granicy Parku Krajobrazowego Promno. W okolicy wsi stwierdzono stanowiska występowania rzadkich motyli: postojaka wiesiołkowca (2011) i niedźwiedziówki włodarki (2010). We wsi, na prywatnej posesji, rośnie grusza pospolita ustanowiona pomnikiem przyrody w 2003. 